# Prowokacja gliwicka

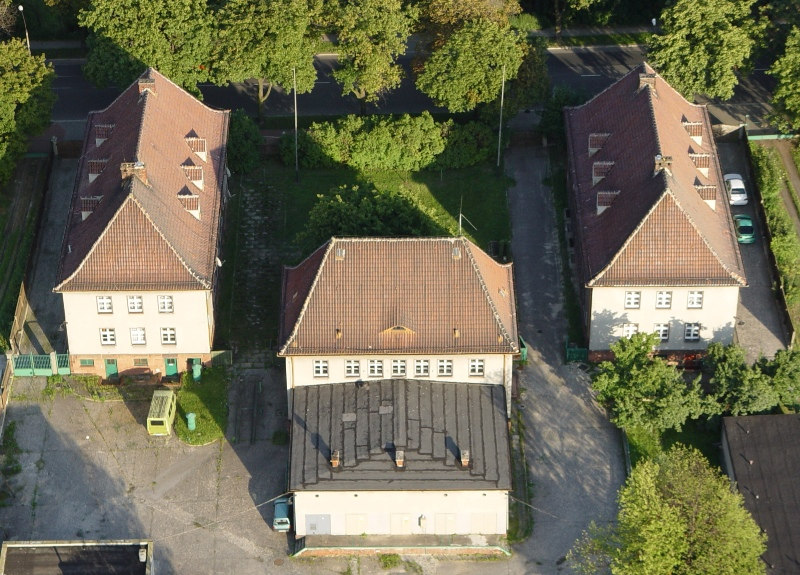
Radiostacja widziana ze szczytu wieży antenowej

Prowokacja gliwicka (niem. Überfall auf den Sender Gleiwitz) – niemiecka operacja dywersyjna typu false flag przeprowadzona 31 sierpnia 1939 roku o godz. 20:00 na niemiecką radiostację w Gliwicach (ówczesnych Gleiwitz). Atak, sfingowany przez Niemców, miał sprawiać wrażenie działań podjętych przez Polaków i został wykorzystany przez niemiecką propagandę jako główny „dowód polskich prowokacji”. Wydarzenie to miało dostarczyć Hitlerowi pretekstu do inwazji na Polskę.
Berlińskie radio informowało ponadto o kilku innych atakach rzekomych powstańców. Wymienić tu można zajęcie tunelu kolejowego pod Mostami, mostu w Tczewie czy gdańskiego Westerplatte. Podawano, że już na terytorium Niemiec atakujących wspierać miały regularne oddziały Wojska Polskiego, wyposażone w broń ciężką. W ten sposób nazistowska propaganda już 31 sierpnia o godz. 22:30 obwiniła Rzeczpospolitą o rozpoczęcie wojny, a III Rzeszę przedstawiła jako ofiarę polskiej agresji. Dla Hitlera incydenty graniczne przypisywane polskiej stronie stanowiły alibi do ataku na Polskę („od godziny 5:45 [sic] odpowiadamy ogniem”), a dla zachodnich mocarstw mogły stanowić pretekst do nieudzielenia Polsce militarnej pomocy i  w konsekwencji od wypowiedzenia wojny III Rzeszy . Prowokacja gliwicka była jednym z serii przedsięwzięć Hitlera, mających zapobiec przekształceniu planowanej agresji III Rzeszy na Polskę w II wojnę światową, poprzez powstrzymanie sojuszników Rzeczypospolitej od wywiązania się z zobowiązań sojuszniczych wobec Polski, co by oznaczało dla Niemiec ryzykowną wojnę na dwa fronty.

## Prolog
Podpisanie 23 sierpnia 1939 roku paktu Ribbentrop-Mołotow oraz ustalenie kolejnego podziału Polski kończyły dyplomatyczne przygotowania Niemiec do wojny z Polską. Pozostała jeszcze kwestia sojuszu Polski z Francją i Wielką Brytanią. Niemcy, obserwując rosnący serwilizm Zachodu, liczyły na to, że rządy francuskie i brytyjskie także w przypadku Polski zdecydują się na „pokój za wszelką cenę”. Niemniej jednak, aby te państwa mogły poczuć się usprawiedliwione z niewywiązania się z zobowiązań traktatowych wobec Polski, Niemcy wywoływały liczne incydenty, nie tylko graniczne, obarczając winą Polskę. Kluczową rolę miały odegrać trzy zainscenizowane incydenty w rejonach nadgranicznych Górnego Śląska 31 sierpnia 1939 roku .

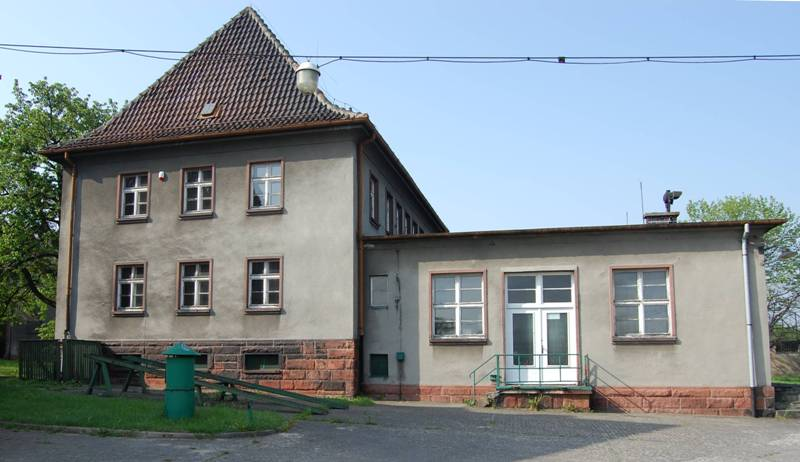
Radiostacja gliwicka – część budynku, przez którą weszli napastnicy

Inicjatywa przeprowadzenia trzech incydentów pochodziła z Kancelarii Rzeszy. Wysłała ona polecenia do Naczelnego Dowództwa Wehrmachtu (OKW), w których zobowiązała je do wycofania wojsk z ustalonych odcinków granicznych na czas przeprowadzenia akcji specjalnych. Rozkazano także odkomenderowanie niezbędnych osób do tych trzech akcji. Natomiast Abwehra (Wywiad Wojskowy) miała dostarczyć polskie uzbrojenie i wyposażenie dla 150-osobowego oddziału. Rozkaz zorganizowania tych akcji otrzymał szef Policji, SS-Reichsführer Heinrich Himmler, a nadzór nad ich realizacją powierzono szefowi Służby Bezpieczeństwa (SD) SS-Gruppenführerowi Reinhard Heydrichowi oraz podległemu mu szefowi Gestapo SS-Oberführerowi Heinrich Müller. Intensywne przygotowania do trzech akcji rozpoczęły się na początku sierpnia. Miejscem pierwszej akcji miał być niemiecki urząd celny w miejscowości Stodoły. Placówka została zaatakowana przez „polski” oddział wojskowy, a dla uwiarygodnienia napadu, na miejscu pozostawiono martwych „napastników” w polskich mundurach. Druga akcja miała mieć miejsce w miejscowości Byczyna, gdzie oddział „polskich powstańców” w ubraniach cywilnych zaatakował nadgraniczną niemiecką leśniczówkę, po czym wycofał się bez strat .

## Przygotowania

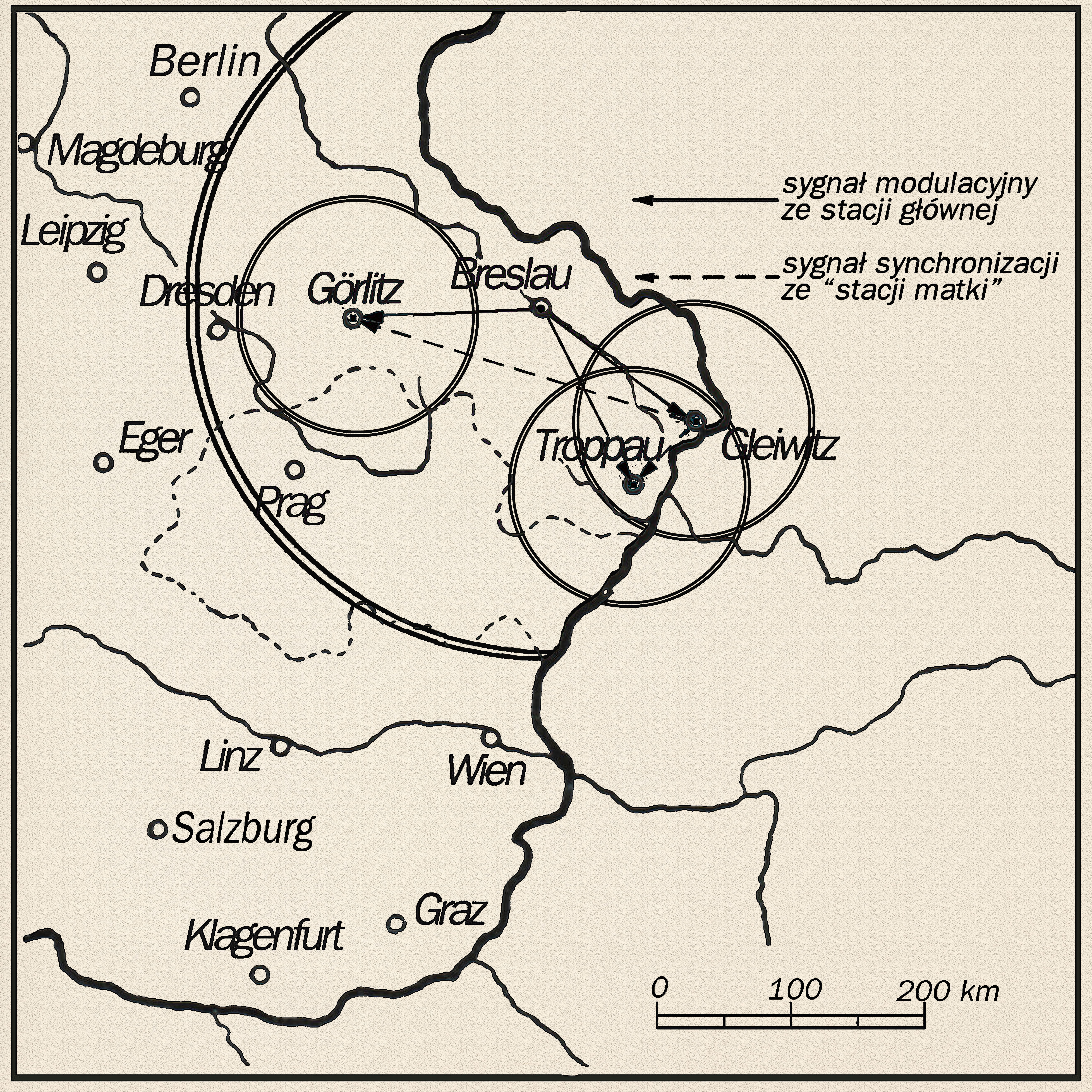
Zasięgi niemieckich stacji radiowych na Śląsku. 09.1939

Na początku sierpnia SD pod przewodnictwem Reinharda Heydricha (który inspirował się literaturą szpiegowską) rozpoczęła intensywne przygotowania do przeprowadzenia trzech akcji na pograniczu polsko-niemieckim . Nadano im wspólną nazwę "Akcja Tannenberg".  
W sierpniu 1939 roku prezydent rejencji opolskiej, oficer SS i funkcjonariusz Gestapo Herbert Mehlhorn, został wezwany do stawienia się u Reinharda Heydricha, szefa Sicherheitsdienstu (SD) w Berlinie. Podczas spotkania 8 sierpnia Heydrich poinformował Mehlhorna o planowanym przeprowadzeniu prowokacji na granicy niemiecko-polskiej. Operacja miała zostać zorganizowana na bezpośredni rozkaz Adolfa Hitlera i polegać na upozorowaniu ataków ze strony rzekomych polskich oddziałów. Celem tych działań było stworzenie pretekstu do rozpoczęcia wojny z Polską. Mehlhorn, po zapoznaniu się z planem, wyraził zastrzeżenia co do sensowności i skuteczności prowokacji. Ostrzegał, że akcje z udziałem dużej liczby osób i prowadzone publicznie mogą zostać szybko zdekonspirowane, co zaszkodziłoby reputacji Niemiec na arenie międzynarodowej. Podkreślał także, że przeprowadzanie takich operacji powinno należeć wyłącznie do Wehrmachtu, który dotąd konsekwentnie strzegł swojej wyłącznej roli w prowadzeniu działań wojskowych na terenach przygranicznych. Mimo jego zastrzeżeń, Heydrich powoływał się na bezwzględny charakter rozkazu Hitlera, który nie podlegał dyskusji. Zaproponował Mehlhornowi objęcie ogólnego kierownictwa nad operacją. Ten jednak, wykazując niechęć wobec planu, nie otrzymał ostatecznie tej funkcji. 
9 sierpnia 1939 roku Reinhard Heydrich przyleciał samolotem Ju 52 na  lotnisko polowe w Prudniku na Górnym Śląsku po czym oświadczył przybyłemu na spotkanie szefowi Gestapo w Opolu Emanuelowi Schäferowi, że Führer potrzebuje pretekstu do rozpętania wojny, po czym  zaproponował omówienie sprawy w bardziej dyskretnym miejscu. Wszyscy (t.j. Schäfer, Heydrich, oraz przybyli z nim adiutant Hauptsturmführer Hans-Hendrik Neumann oraz Obersturmbannführer Otto Hellwig) spotkali się w hotelu Haus Oberschlesin w Gliwicach, gdzie zatrzymały się również inne osoby zaangażowane w planowanie akcji. Podczas wieczornego spotkania w hotelowym barze Heydrich ponownie wyraził przekonanie, że Hitler potrzebuje casus belli, który umożliwiłby rozwiązanie tzw. problemu wschodniej granicy. Przedstawiono plan uzgodniony rzekomo przez Hitlera, Heinricha Himmlera oraz Heydricha, który zakładał upozorowanie ataku polskich oddziałów na terytorium niemieckie. Po zakończeniu rozmów uczestnicy udali się na granicę, by wybrać odpowiednie miejsca do przeprowadzenia planowanych ataków. 
10 sierpnia Heydrich wezwał do swojego berlińskiego biura funkcjonariusza SD i oficera SS w stopniu Sturmbannführera Alfreda Naujocksa  i poinformował o planach napaści na Polskę. Wydał mu polecenia zainscenizowania na granicy polsko-niemieckiej kilku incydentów. Pierwszym zadaniem było przebranie w polskie mundury kilku niemieckich więźniów z długoletnimi wyrokami i ich zamordowanie. Polskie mundury zdobyte zostały przez SS-Brigadeführera Hansa Josta. Ciała następnie należało rozrzucić wzdłuż polsko-niemieckiej granicy, w taki sposób, by wyglądało to na atak polskich żołnierzy na posterunki niemieckie. Heydrich podkreślił, że niemiecka prasa zagraniczna oraz propaganda potrzebują prawdziwego dowodu na polską agresję. Jednocześnie wydał mu polecenia, że podczas organizowania akcji nie było wolno nawiązywać żadnego kontaktu z władzami niemieckimi w Gliwicach oraz nikt z członków oddziału nie mógł mieć przy sobie żadnych dokumentów, które mogłyby świadczyć o przynależności do SS, SD, policji lub potwierdzać obywatelstwo niemieckie . Dwa dni po spotkaniu z Heydrichem, Naujocks skompletował sześcioosobowy zespół. Osobiście wybrał czterech ludzi ze swojego oddziału SD, a dwóch pozostałych - radiotelegrafistę oraz osobę władającą językiem polskim - wyznaczył Heydrich. Jeden był specjalistą radiowym z Berlina, drugi – spikerem mówiącym po polsku . 12 sierpnia Naujocks i jego pięcioosobowa grupa udała się do Gliwic dwoma samochodami. Aby nie wzbudzać podejrzeń, rozdzielili się i zamieszkali w dwóch różnych hotelach. Naujocks zdecydował się na bardziej luksusowy obiekt Haus Oberschlesien przy Wilhelmstraße (obecnie w tym miejscu znajduje się siedziba władz miejskich przy ulicy Zwycięstwa) . Członkowie grupy  zarejestrowali się pod fałszywymi tożsamościami i podawali się za przedsiębiorców prowadzących interesy na Górnym Śląsku oraz inżynierów i geologów prowadzących badania terenowe w rejonie radiostacji.  Na miejscu dokonali szczegółowego rozpoznania terenu. Naujocks przeprowadził nawet jeden rekonesans terenu udając domokrążcę. Następnie oczekiwali na sygnał do rozpoczęcia akcji, którym było hasło: „Babcia umarła”. Prawdopodobnie się nudzili, ponieważ po czternastu dniach Naujocks zwrócił się do Heydricha z prośbą o zgodę na powrót do Berlina. Zamiast tego otrzymał rozkaz dalszego oczekiwania. 12 sierpnia Hitler wyznaczył termin ataku na Polskę na 26 sierpnia, jednak 25 sierpnia termin ten przesunięto na 1 września na 4:30. 29 sierpnia straż pocztowa, która ochraniała budynek i wieżę przy ul. Tarnogórskiej, została wycofana i zastąpiona ochroną policyjną. Zmiana ta nie wzbudziła większego zaskoczenia, ponieważ obiekt nadal pozostawał pod ochroną. Powszechnie przypuszczano, że rotacja była związana z mobilizacją oraz napiętą sytuacją przed zbliżającą się wojną. Nikt również nie zwrócił uwagi, że 31 sierpnia policyjna ochrona radiostacji również została odwołana, a liczebność straży zredukowano do zaledwie trzech osób . 
Naujocks i jego ludzie w dalszym ciągu oczekiwali na znak do rozpoczęcia operacji. Telefon w hotelowym pokoju zadzwonił 31 sierpnia około godziny 16. Heydrich polecił, aby oddzwonić na umówiony numer. Po oddzwonieniu, Naujocks usłyszał tylko dwa słowa Großmutter gestorben – (pol. „Babcia umarła”), które były hasłem do rozpoczęcia akcji . Po telefonie – na osobisty telefoniczny rozkaz Himmlera – usunięto ochronę radiostacji. O godz. 18.00 skierowano tam dwóch funkcjonariuszy policji, z których jeden miał wpuścić napastników przez furtkę w ogrodzeniu, a drugi wszedł do środka, sfraternizował się z załogą i w czasie napadu – jako zaaresztowany towarzysz niedoli pracowników – pilnował, by ci nie postąpili „nierozważnie”. Dopiero po odłożeniu słuchawki w hotelu zorganizowano spotkanie, na którym Naujocks wyjaśnił zamierzenia akcji i przedstawił jej szczegółowy plan .

### Przebieg
Zgodnie z uprzednio przygotowanym planem, oddział Naujocksa złożony z siedmiu osób opuścił hotel (bez dokumentów i wszelkich osobistych przedmiotów, które mogłyby naprowadzić na faktyczne personalia) i udał się w stronę radiostacji przy ul. Tarnogórskiej w cywilnych zniszczonych ubraniach dwoma samochodami około 19.30 (19-20). Podróż trwała nie dłużej niż kwadrans . Udawali oni cywilnych powstańców śląskich. Na miejscu mieli się pojawić dopiero około godziny 20.00, kiedy już zapadł zmrok, a większość ludzi była w domach, słuchając wieczornych wiadomości nadawanych przez radio . 
Tuż przed godziną 20, Naujocks wraz z czterema mężczyznami bez trudności wszedł na teren obiektu przez niezamkniętą furtkę obok bramy wjazdowej, podczas gdy dwóch pozostałych czekało przy furtce . O godzinie 20 weszli przez tylne drzwi do budynku radiostacji gliwickiej i bez przeszkód dotarli do sali nadajnika, gdzie pracowało trzech techników w asyście policjanta (według innych źródeł, w grupie znajdowało się dwóch techników, dowódca ochrony policyjnej oraz dozorca ). Wszyscy słuchali wiadomości wieczornych, nadawanych i retransmitowanych z Wrocławia o 20.00. Zaskoczeni pracownicy nie stawiali oporu, zostali skrępowani i zamknięci w piwnicy .
Wówczas oddział napotkał nieprzewidziane problemy. Okazało się, że grupa trafiła do stacji nadawczej przy Tarnowitzer Landstraße (dzisiejsza ulica Tarnogórska) w której były urządzenia przekaźnikowe i wzmacniające, a powinni udać się do oddalonego o jakieś cztery kilometry studia nagraniowego przy ulicy Radiowej gdzie były pomieszczenia redakcji, sala koncertowa i studio nadawcze . Dopiero później ujawniono, że radiostacja od 1935 roku nie nadawała regularnego programu, a jedynie sporadyczne komunikaty ostrzegawcze przez tzw. „mikrofon burzowy”. Wykwalifikowany radiotechnik z grupy Naujocksa nie był przez to w stanie uruchomić urządzeń nadawczych i wyemitować sygnału. Był on zagłuszany przez silniejszy nadajnik położony 150 kilometrów dalej, we Wrocławiu. Po trwających ponad 10 minut poszukiwaniach po groźbach pobicia zmuszono załogę do wydania tzw. mikrofonu burzowego. Był to zwykły mikrofon radiowy, służący kilka razy w roku do zawiadamiania radiosłuchaczy o nadciągającej burzy. Nie były to ostrzeżenia, ale informacje, że za chwilę radiostacja przerwie nadawanie ze względu na wyładowania atmosferyczne. Chodziło o to, żeby radiosłuchacze poczekali na zakończenie burzy i nie regulowali w tym czasie częstotliwości szukając sygnału stacji (na tanich odbiornikach w ciągu dnia na Górnym Śląsku można było słuchać tylko niemieckiej radiostacji z Gliwic i polskiej – z Katowic). Jeden z pracowników wydał i podłączył ten mikrofon. Dzięki niemu udało się przerwać sygnał z Wrocławia i wyemitować wiadomość, że radiostacja została przejęta przez Polaków i odezwę nawołującą do powstania śląskiego. Inne źródła (Tracz 2020 ↓ ) mówią, że podejmowano nieudane próby uruchomienia urządzeń tzw. studia awaryjnego, aby nadać w eter komunikat w języku polskim . W ostateczności postanowiono skorzystać z mikrofonu połączonego bezpośrednio z urządzeniami w sali nadajnika . Kiedy mikrofon został w końcu podłączony, odczytano tekst odezwy . Wchodzący w skład grupy Naujocksa lektor zaczął czytać po polsku (lub w dwóch językach) kilkuminutowy (w swoich zeznaniach Naujocks twierdził że trwał 3 – 4 minuty) komunikat z którego miało wynikać, że nadszedł czas wojny Polski przeciwko Niemcom, kończący się słowami Niech żyje Polska!. Do radiosłuchaczy dotarło jednak tylko 9 wyrazów: Uwaga, tu Gliwice. Radiostacja znajduje się w polskich rękach… Następnie radio zamilkło z przyczyn, których dotąd nie wyjaśniono. Ponieważ sygnał radiowy docierał tylko lokalnie w okolice Gliwic, mocodawcy Naujocksa, siedzący przy odbiornikach radiowych w Berlinie, nie usłyszeli żadnego sygnału, a cała starannie zaplanowana operacja zakończyła się niepowodzeniem w tym momencie . Nie jest jasne,  czy Naujocks nie zweryfikował, że w budynku przy ul. Tarnogórskiej nie znajdowała się stacja nadawcza, a jedynie przekaźnik oraz urządzenia wzmacniające, czy też mógł zostać wprowadzony w błąd przez kompanów  z jego zespołu . 
W tym czasie, gdy oddział Naujocksa próbował nadać komunikat funkcjonariusze gestapo przywieźli pod radiostację czterdziestoletniego mieszkańca Łubia, Franciszka (Franza) Honioka, zatrzymanego dzień wcześniej. Był to obywatel niemiecki narodowości polskiej, uczestnik powstań śląskich. Zaaresztowano go dzień wcześniej, przywieziono odurzonego zastrzykiem, gdzie, przy bramie, dwóch ludzi Naujocksa odebrało go z rąk gestapo . Naujocks po wojnie zeznawał, że otrzymał człowieka i kazał położyć przy wejściu do budynku. Według jego zeznań był żywy, ale nieprzytomny. Naujocks bróbował otworzyć mu oczy, ale nie mógł ocenić, czy żyje na podstawie jego oczu, lecz jedynie po oddechu. Nie zauważył też ran postrzałowych, jedynie trochę krwi na całej twarzy. Dodaje, że miał na sobie cywilne ubranie. Oprawcy przetransportowali go do budynku nadajnika i położyli w maszynowni, tuż przy drzwiach, jako dowód, że napastnikami byli polscy powstańcy . Tam najprawdopodobniej go zastrzelono . Zadbano przy tym, żeby przy sobie miał prawdziwe dokumenty. Uznaje się go za pierwszą ofiarę II wojny światowej . Lokalnej policji nie włączono w śledztwo, by uniknąć komplikacji. Dowody obciążające Polaków zostały sfabrykowane przez Gestapo, które na miejsce prowokacji przywiozło również odurzonych niemieckich więźniów (tzw. „konserwy”) przebranych w polskie mundury jako polskich partyzantów. W odpowiednim momencie esesmani, którzy ich pilnowali, zastrzelili wszystkich więźniów, a potem pozostawili zwłoki zamordowanych przedstawiając ich ciała jako grupę polskich napastników. Ich ciała odpowiednio upozorowano i sfotografowano, a zdjęcia przedstawiono zagranicznym korespondentom akredytowanym w III Rzeszy 1 września 1939 roku. 
Po wydarzeniach w radiostacji Naujocks spędził w Gliwicach jeszcze jedną noc po czym udał się do Berlina gdzie tłumaczył się Heydrichowi z tego, że polskiego apelu nie można było usłyszeć w radiu. Twierdził, że nie wynikało to z nieudolności grupy Naujocksa, tylko z warunków technicznych i braku anteny do nadawania.

### Odbiór w mediach
Już około godziny 22:30, 31 sierpnia 1939 roku, niemieckie radio po raz pierwszy podało informację o „incydentach granicznych” i rzekomym rajdzie uzbrojonych „Polaków” na radiostację w Gliwicach. Rankiem 1 września niemiecka prasa szeroko opisywała napad na niemiecką stację nadawczą, który miał być przeprowadzony przez uzbrojonych i umundurowanych polskich żołnierzy. W niemieckiej prasie z 1 września 1939 roku incydent w Gliwicach określono jako „poważny incydent graniczny”, lecz Hitler, przemawiając w Reichstagu, wspomniał ogólnie o 14 rzekomych „okrutnych czynach” popełnionych przez Polaków na granicy, unikając szczegółów. Dowody przygotowane przez SS nie wytrzymałyby krytyki niezależnej komisji, ale szybki rozwój wydarzeń wojennych uniemożliwił jej powołanie. Mimo nieudanej transmisji następnego dnia Das 12 Uhr Blatt podawał:

polscy powstańcy śląscy zameldowali się przy mikrofonie jako polska radiostacja gliwicka (...). Ogłosili, że miasto Gliwice i radiostacja (...) znajdują się w polskich rękach oraz ogłosili podłą i oszczerczą mowę względem Niemiec (...).

Jeszcze 31 sierpnia 1939 roku hitlerowska agencja prasowa Deutsches Nachrichtenbüro (DNB) opublikowała oficjalny komunikat dotyczący wydarzeń w Gliwicach:

Dzisiaj wieczorem, około godziny 20:00, radiostacja w Gliwicach została zaatakowana przez polskich napastników. Polacy siłą wtargnęli do studia i zdołali nadać odezwę w języku polskim oraz częściowo po niemiecku. Po kilku minutach zostali jednak obezwładnieni przez funkcjonariuszy policji, których zaalarmowali miejscowi słuchacze. W trakcie akcji musiano użyć broni palnej, w wyniku czego napastnicy ponieśli straty w ludziach”

.
Dalsza część komunikatu przedstawiała atak na rozgłośnię w Gliwicach jako część szerszej ofensywy: Napad na gliwicką radiostację był prawdopodobnie sygnałem do ogólnego ataku polskich powstańców na terytorium Niemiec. Mniej więcej o tej samej porze – jak dotąd ustalono – oddziały powstańcze przekroczyły granicę w dwóch innych miejscach. Były to silnie uzbrojone grupy, najpewniej wspierane przez regularne jednostki Wojska Polskiego. Komunikat kończyła informacja o dalszych walkach: Oddziały niemieckiej granicznej policji bezpieczeństwa stawiały zacięty opór. Walki nadal trwają.
1 września 1939 roku, na łamach „Völkischer Beobachter”, oficjalnego organu NSDAP, pojawiły się informacje o rzekomych polskich powstańcach i członkach „polskiego korpusu ochotniczego powstańców górnośląskich”. W relacjach medialnych przedstawiano rzekome ataki jako działania zbrojne przeprowadzane przez „polskich powstańców”, mające stanowić początek szerszej ofensywy przeciwko Niemcom. Media ograniczyły się jedynie do potępienia „polskich prowokacji” i wskazania na radiostację w Gliwicach oraz urząd celny w Stodołach w powiecie raciborskim oraz leśniczówkę w pobliżu Byczyny (powiat kluczborski) jako miejscowości związane z rzekomymi zdarzeniami. Szczególną uwagę mediów nazistowskich skupiała rzekoma napaść na gliwicką radiostację. W kolejnych dniach informowano, że napad na radiostację w Gliwicach miał być wspierany przez żołnierzy regularnych Sił Zbrojnych Rzeczypospolitej Polskiej. Nie przedstawiono jednak żadnych dowodów na potwierdzenie tych doniesień – ani zdjęć, ani nazwisk. 

Dwadzieścia lat później pewien mieszkaniec Gliwic śledzący zajścia w radiu wspominał:

Zamieszanie, przerwa w nadawaniu, (...) polskie slogany, później znów zamieszanie (...) i komunikat, że Polacy napadli na radiostację i ją zajęli. (...) Słuchało się tego jak słuchowiska (...), a niektórzy z Gliwic myśleli, że ktoś pijany pozwolił sobie na głupi żart.

### Wnioski
Pod względem technicznym napad na radiostację w Gliwicach skończył się niewypałem i kompromitacją organizatorów, którzy popełnili jeszcze wiele innych błędów. Radiostacja w Gliwicach znajdowała się pięć kilometrów w głąb niemieckiego terytorium, co sprawiało, że trudno było wyjaśnić, jak polski oddział zdołał przedostać się tak daleko za linie wroga, nie zostając zauważonym. Incydent ten okazał się tak mało wiarygodny jako pretekst do wojny, że nie przekonał nie tylko międzynarodowej opinii publicznej, ale również komisji Wehrmachtu, która miała zbadać rzekome zbrodnie wojenne. Jedynie wcześniej przygotowana niemiecka opinia publiczna była skłonna uwierzyć w oficjalną wersję wydarzeń i uznać, że Niemcy zostały zaatakowane. Hitler był jednak na to przygotowany. Wcześniejsze o rok doświadczenia z licznych prowokacji w czeskim Kraju Sudetów, własny udział w puczu monachijskim i kilka zamachów na Hitlera miało jedną wspólną cechę: wszystkie były w jakimś aspekcie nieudane. Należało więc cały zamysł przeprowadzić tak, by spodziewane trudności techniczne nie zniweczyły celu napadu. Dla propagandy niemieckiej była on dużym sukcesem szeroko opisywanym w mediach. Przygotowano obszerny komunikat o „polskich prowokacjach”, który dwie godziny później został nadany przez wszystkie nadajniki państwowej rozgłośni Deutschlandsender (31 sierpnia 1939, godz. 22.30). W ten sposób Hitler zyskał pewność, że wieść o rzekomym naruszeniu niemieckiej granicy przez Polskę na pewno dotrze do Wielkiej Brytanii i Francji. Dzięki temu „sukcesowi” Naujocks umocnił swoją pozycję w szeregach SD, a wraz z utworzeniem 27 września 1939 Reichssicherheitshauptamt (Głównego Urzędu Bezpieczeństwa Rzeszy) (RSHA) został szefem wywiadu zagranicznego SD, a jego bezpośrednim przełożonym został Heydrich. 
To znów posłużyło do ostatecznego wzmocnienia trwającego już wiele miesięcy procesu wielopiętrowej psychomanipulacji politycznej, którego ostatecznym efektem miała być bierność Francji i Anglii wobec niemieckiej agresji na Polskę. Założenia Hitlera i Ribbentropa co do możliwości ograniczonego terytorialnie konfliktu z Polską okazały się iluzją 3 września 1939, z chwilą wypowiedzenia wojny III Rzeszy przez Wielką Brytanię i Francję. W konsekwencji III Rzeszę czekał nie Blitzkrieg, czy seria Blitzkriegów, lecz długa, umiędzynarodowiona wojna na wyczerpanie.

## Dochodzenie

### lata 40.
Temat ataku na radiostację przez okres wojny nie był specjalnie podnoszony. Powrócił po zakończeniu II wojny światowej, a po raz pierwszy szerzej omówiono go podczas procesów norymberskich w latach 1945–1946. Międzynarodowy Trybunał Wojskowy w Norymberdze oskarżył Służbę Bezpieczeństwa (SD) o bezpośrednią odpowiedzialność za przeprowadzenie prowokacji gliwickiej. 

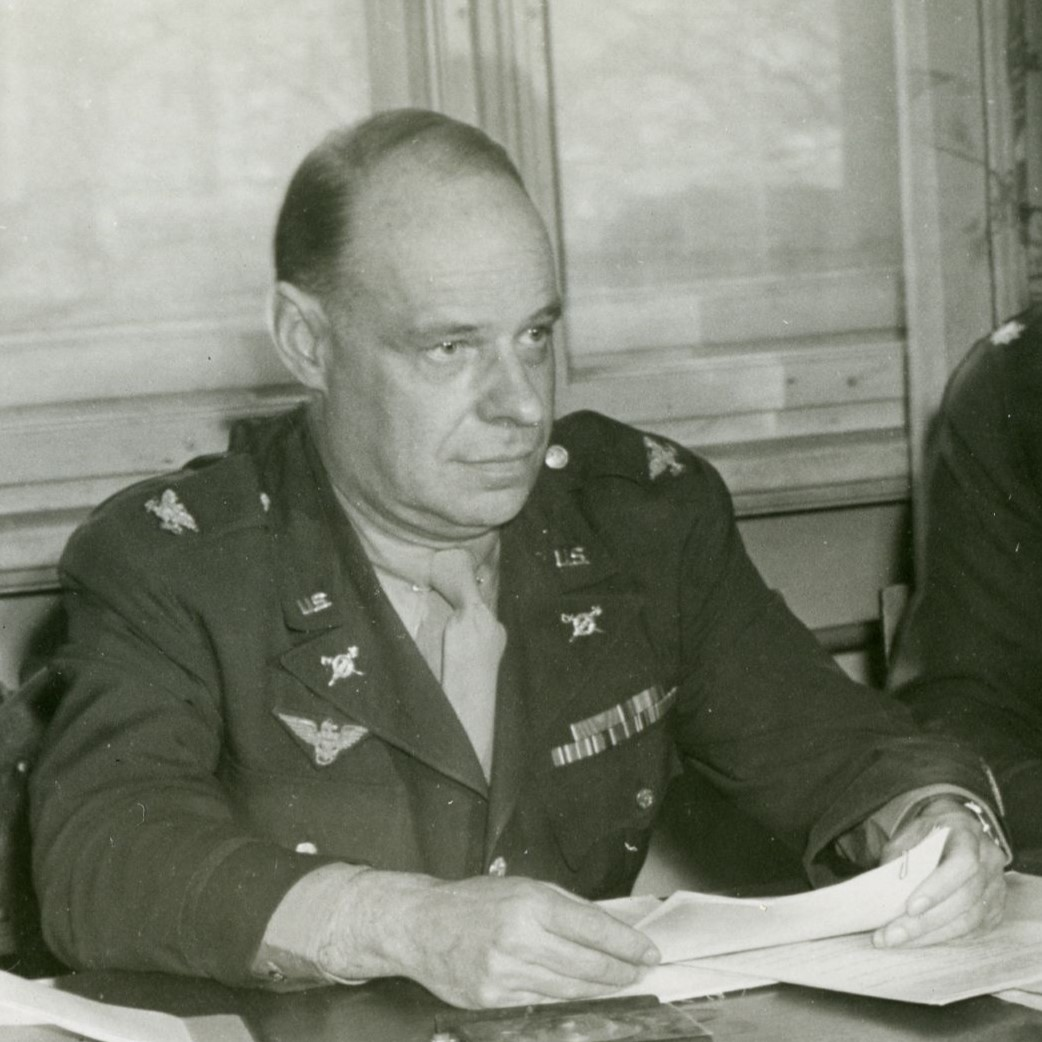
pułkownik John Amen, amerykański przesłuchujący w procesach norymberskich

W trakcie dziewiątego i dziesiątego dnia procesu norymberskiego przed Międzynarodowym Trybunałem Wojskowym zeznania złożył były generał major Erwin von Lahousen, oficer Abwehry, pracujący w jej wydziale odpowiedzialnym za działania zagraniczne (Abteilung Ausland). Przesłuchiwał go pułkownik John Amen, reprezentujący oskarżycieli ze strony Stanów Zjednoczonych. Na pytanie dotyczące ewentualnego zaangażowania Wehrmachtu w działania dywersyjne poprzedzające planowaną agresję na Polskę, Lahousen udzielił odpowiedzi twierdzącej. Wskazał przy tym kryptonim operacji mającej zostać przeprowadzoną bezpośrednio przed rozpoczęciem działań wojennych – „Unternehmen Himmler”. Świadek zeznał również, że w połowie sierpnia 1939 roku zarówno kierowana przez niego sekcja II wywiadu wojskowego, jak i sekcja I, podlegająca pułkownikowi Piepenbrockowi, otrzymały rozkaz zabezpieczenia polskich mundurów wojskowych wraz z wyposażeniem oraz odpowiednich dokumentów identyfikacyjnych.
Rozkaz dotyczący pozyskania polskich mundurów i ekwipunku został przekazany kierownikom sekcji przez admirała Wilhelma Canarisa, który otrzymał go bezpośrednio ze sztabu Wehrmachtu. Wydane polecenia wymagały jedynie przygotowania wskazanych materiałów i utrzymywania ich w gotowości – bez dalszych wyjaśnień co do celu ich użycia. Erwin von Lahousen zeznał przed Międzynarodowym Trybunałem Wojskowym w Norymberdze, że była to jedna z najbardziej tajemniczych spraw, z jakimi zetknął się podczas swojej służby w Abwehrze. Zarówno on, jak i pułkownik Piepenbrock nie otrzymali żadnych informacji o rzeczywistym celu akcji, ani też nie znali źródła, z którego wywodziło się wspomniane polecenie. W dalszej części swoich zeznań Lahousen po raz pierwszy wymienił nazwę Gliwice. Przytoczył on sytuację, w której Piepenbrock – czytając w obecności kadry kierowniczej pierwszy komunikat wojenny, informujący o rzekomym ataku polskich sił zbrojnych na terytorium III Rzeszy – miał powiedzieć: „Teraz wiemy, do czego były potrzebne mundury, które musieliśmy dostarczyć”. Zgodnie z relacją Lahousena, tego samego dnia lub kilka dni później – dokładnej daty nie był w stanie podać – Canaris osobiście poinformował kierowników sekcji, że zdobyte przez Abwehrę polskie mundury zostały użyte do przebrania więźniów z obozów koncentracyjnych. W tym właśnie przebraniu dokonali oni zbrojnej napaści na radiostację w Gliwicach.

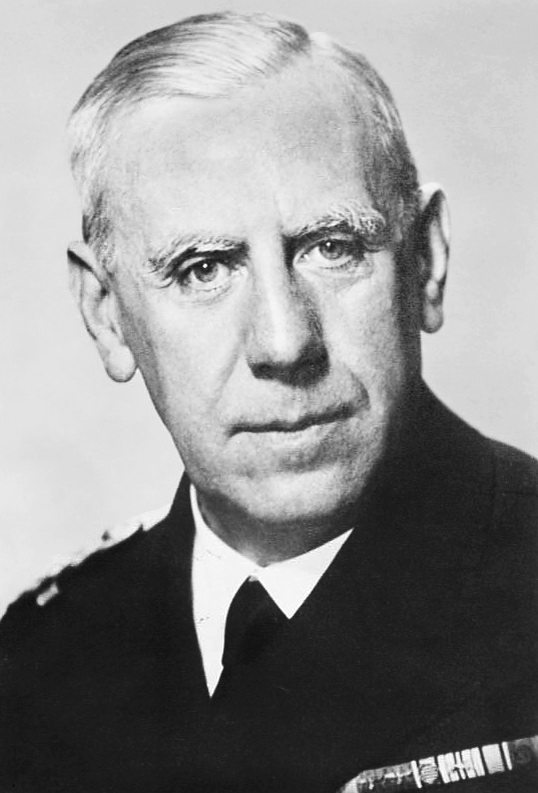
Wilhelm Canaris (1940)

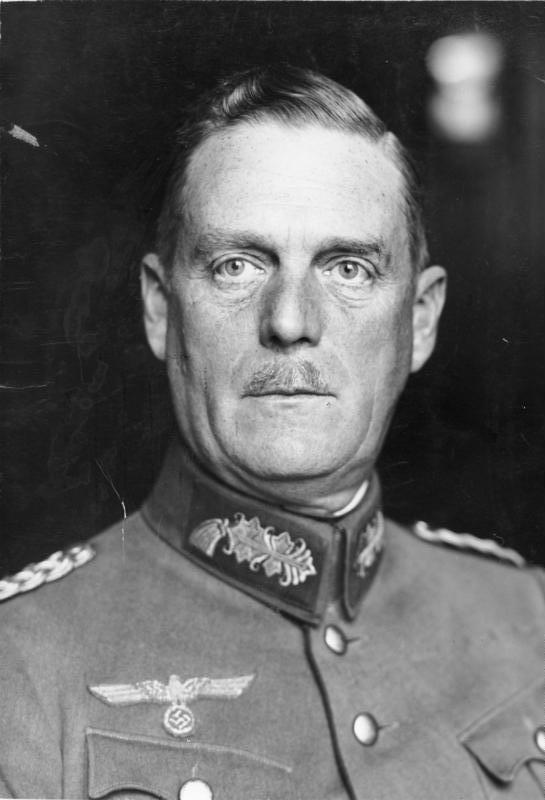
Feldmarszałek Wilhelm Keitel (1934)

 Z przebiegu dalszych przesłuchań podczas procesu norymberskiego wynikało jednoznacznie, że Adolf Hitler osobiście ingerował w przygotowania do prowokacji granicznych. W zeznaniach feldmarszałka Wilhelma Keitla, szefa Naczelnego Dowództwa Wehrmachtu (Oberkommando der Wehrmacht; OKW), znalazła się informacja, że został on poinformowany przez admirała Canarisa o otrzymaniu polecenia zabezpieczenia pewnej liczby polskich mundurów wojskowych. Keitel zeznał, że rozkaz ten pochodził bezpośrednio od Hitlera, a Canarisowi został przekazany przez jego adiutanta. Keitel przyznał również, iż próbował odwieść Canarisa od udziału w operacji, ale ten odpowiedział, że „nic się nie da zrobić, ponieważ jest to rozkaz führera”. Z dostępnych źródeł wynika, że Canaris posiadał znaczną wiedzę o przygotowywanej prowokacji. Potwierdza to zapis w dzienniku generała Franza Haldera, szefa sztabu generalnego niemieckich wojsk lądowych. Pod datą 17 sierpnia 1939 roku zanotował on: Canaris [...] I oddz. Himmler Heydrich. Obersalzberg. 150 polskich mundurów z dodatkami. Górny Śląsk. Wiedzę Canarisa o planowanych działaniach potwierdza również jego wcześniejsza rozmowa z admirałem Laisem, szefem tajnej służby marynarki wojennej Włoch. Już 22 lipca 1939 roku Canaris miał ostrzec go, że w związku z konfliktem o Gdańsk można spodziewać się prowokacji zorganizowanej przez Hitlera. Pomimo tych sygnałów, ani Canaris, ani Halder, ani też pułkownik Hans Oster, oficer Abwehry, nie byli wtajemniczeni w szczegóły operacji, która miała doprowadzić do wybuchu drugiej wojny światowej. Znajomością pełnego planu dysponował wyłącznie jego autor – Reinhard Heydrich, który całość obmyślił, zaplanował i nadzorował realizację.

### lata 60.
W późniejszym czasie tematem prowokacji gliwickiej zainteresowali się  historycy, a w 1963 roku niemiecka prokuratura wszczęła oficjalne śledztwo – początkowo w Hamburgu, a po śmierci jednego z podejrzanych w 1966 roku, w Düsseldorfie. W toku postępowania ustalono, że trzy wspomniane incydenty miały charakter inscenizowanych działań przygotowanych przez stronę niemiecką. Śledztwo podjęto między innymi z uwagi na fakt, że prowokacje te doprowadziły do śmierci ludzi, a zgony te nie były skutkiem działań wojennych, lecz rezultatem celowo zaplanowanych i przeprowadzonych operacji. 
Ustalenie tożsamości jedynej ofiary śmiertelnej incydentu w gliwickiej radiostacji przez długi czas pozostawało niepewne, podobnie jak wiele innych aspektów związanych z tym wydarzeniem. Znaczny wkład w wyjaśnienie tych zdarzeń miały śledztwa prowadzone przez prokuraturę, które pozwoliły uchwycić powiązania oraz szeroki kontekst całej operacji. W trakcie postępowania przesłuchano zarówno osoby biorące udział w zajściach, jak i bezpośrednich świadków. Po zakończeniu dochodzenia przez prokuraturę w Düsseldorfie, sprawa została przekazana do dalszego rozpoznania przez prokuraturę przy Sądzie Najwyższym w Berlinie, gdzie włączono ją do szerszego postępowania dotyczącego działalności Głównego Urzędu Bezpieczeństwa Rzeszy (RSHA).
Dotychczasowy stan wiedzy na temat prowokacji gliwickiej opiera się na analizie dostępnych materiałów archiwalnych, zeznań świadków, wspomnień oraz opracowań historycznych opracowanych przez wieli autorów. Umożliwiły one odtworzenie głównych faktów i mechanizmów stojących za przeprowadzoną prowokacją.

## Podsumowanie

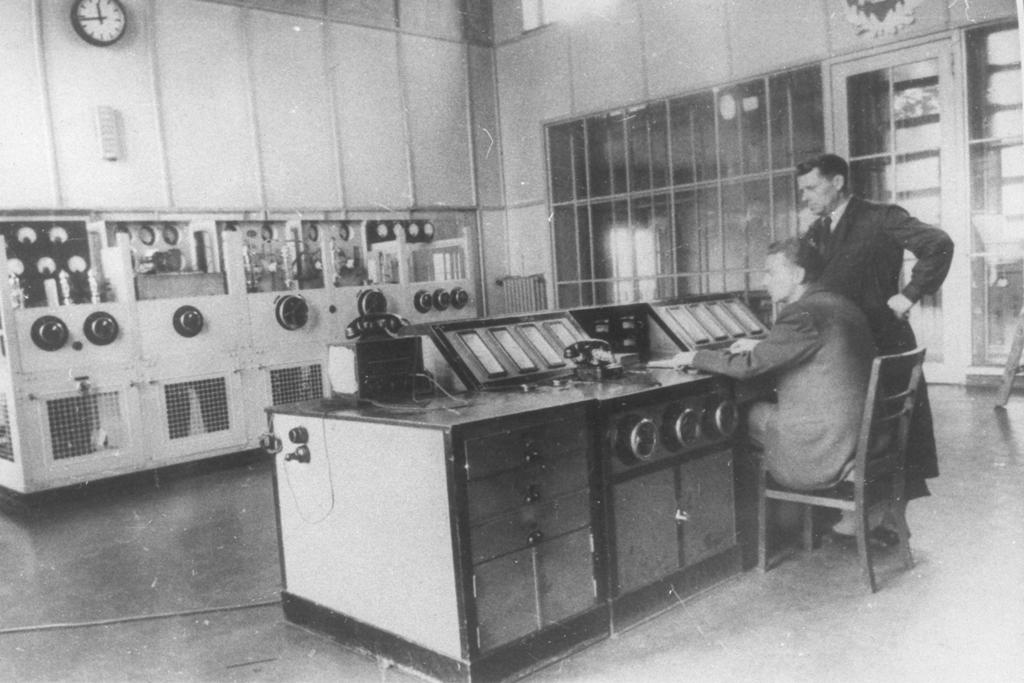
Stąd nadano komunikat, w głębi – nadajnik Lorenz

1. Prowokacja gliwicka była tak utajniona, że nie odnaleziono dotychczas żadnych śladów na piśmie. Prawdopodobnie nie opatrzono jej żadnym kryptonimem. Była natomiast częścią szerszej akcji prowokacji o kryptonimie Himmler. Heinrich Himmler zwrócił się do Canarisa (szefa Abwehry), by ten wydał 150 polskich mundurów do wykorzystania w trzech różnych operacjach. Wizytował też osobiście teren innego planowanego na ten sam dzień napadu (na niemiecką komorę celną w Hochlinden – obecnie dzielnica Rybnika, Stodoły).
2. Prowokacja gliwicka była wykorzystana propagandowo w przemówieniu Adolfa Hitlera w Reichstagu 1 września 1939 roku. Adolf Hitler powiedział „Tej nocy po raz pierwszy polscy żołnierze regularnych sił zbrojnych otworzyli ogień na naszym terytorium. Od godziny 5:45 [sic] odpowiadamy ogniem.”[43] Rzekomy atak regularnych sił polskich miał uzasadniać użycie siły wobec Polski oraz zapobiec wykonaniu zobowiązań sojuszniczych Wielkiej Brytanii i Francji wobec Polski. Celem Hitlera była międzynarodowa izolacja II Rzeczypospolitej i ograniczona wojna polsko-niemiecka, bez przekształcenia jej w konflikt o szerszym zasięgu. Izolacji Polski miał służyć Pakt Ribbentrop-Mołotow, który w intencji miał również powstrzymać Francuzów i Brytyjczyków od wypowiedzenia wojny III Rzeszy w przypadku agresji Niemiec na Polskę. Celem Stalina było doprowadzenie do wojny światowej „państw imperialistycznych”, bez udziału ZSRR we wstępnym etapie i rozbiór Polski, co dało się bezpiecznie przeprowadzić tylko pod warunkiem neutralności lub bezczynności Anglii i Francji. Szereg incydentów granicznych na czele z prowokacją gliwicką zmierzał do obarczenia Polski winą za wszczęcie wojny i dostarczenie Francji i Wielkiej Brytanii pretekstu do bierności.
3. Jak w roku 1951 wykazał Edmund Osmańczyk[44]  przygotowano ponad 200, a przeprowadzono kilkadziesiąt różnego rodzaju napadów na użytek propagandy. Miały być one „dowodami polskich prowokacji”. Tym działaniom (w większości wymierzonym w mniejszość niemiecką, zamieszkałą w Polsce) przysługiwałaby nazwa „prowokacji polskich”, gdyby rzeczywiście wykonali je Polacy. Niemcy poprzez te działania jednocześnie prowokowali Polskę do akcji policyjnych przeciw agenturze wśród mniejszości niemieckiej w Polsce, a Francję i Wielką Brytanię do zaniechania wykonania zobowiązań sojuszniczych wobec Polski wobec „oczywistego pogwałcenia praw mniejszości niemieckiej w Polsce”, analogicznie do założeń propagandowych dywersji Partii Sudeckoniemieckiej Konrada Henleina w Kraju Sudetów wymierzonych w rząd Czechosłowacji latem i jesienią 1938, jako przygotowaniem do aneksji Kraju Sudetów przez III Rzeszę przy akceptacji Wielkiej Brytanii i Francji na konferencji monachijskiej (wrzesień 1938).
4. Napastnicy byli ubrani po cywilnemu. Udawali powstańców śląskich, a ci (w latach 1919, 1920 i 1921) walczyli w ubraniach roboczych. Zmagająca się z bolszewikami Polska dostarczała powstańcom różnorodnej pomocy, ale nie dawała im mundurów, bo to byłoby równoznaczne z wypowiedzeniem Niemcom wojny. Użycie polskich mundurów w Gliwicach 31 sierpnia 1939 było też niemożliwe choćby dlatego, że w mieście stacjonowały tysiące niemieckich żołnierzy, szykujących się do zaatakowania Polski następnego dnia. Z tego powodu np. opóźniono rozpoczęcie roku szkolnego, przypadające w Niemczech na 15 sierpnia, gdyż wszystkie większe szkoły zajmowało wojsko. Radiostacja była oddalona od granicy z Polską o ok. 10 kilometrów, więc w przedarcie się przez całe miasto oddziału polskiego nikt by nie uwierzył. Polskich mundurów użyto w innych operacjach, przeprowadzonych tego samego wieczora po niemieckiej stronie granicy: w Hochlinden (Stodoły, dziś dzielnica Rybnika) i w Pitschen (Byczyna k. Kluczborka, napad na leśniczówkę).
5. O samych napastnikach wiemy niewiele. Prawdopodobnie w większości byli to esesmani znający język polski; na pewno jednak nie kryminaliści. Po akcji spokojnie wrócili do hotelu w centrum miasta. Żaden z nich wówczas nie zginął. Co najmniej trzech, w tym sam Naujocks, przeżyło wojnę, a ich zeznania odnotował m.in. prokurator Alfred Spieß (współautor wspomnianej wcześniej publikacji).

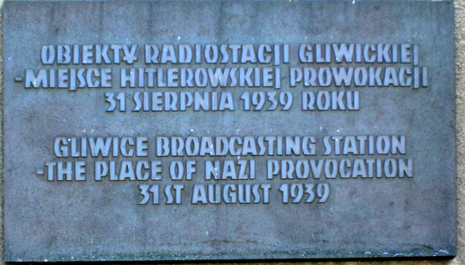
Tablica opamiętująca wydarzenie

## Kontrowersje
Kulisy i przebieg prowokacji gliwickiej został dość dokładnie poznany dopiero po wojnie w roku 1945 w Niemczech Zachodnich, podczas śledztw i procesów norymberskich. Ustalonej wówczas wersji trzymają się z grubsza dwa najważniejsze filmy o prowokacji gliwickiej: Der Fall Gleiwitz i Operacja Himmler. Natomiast do obiegu naukowego weszła inna, zupełnie dowolna narracja na ten temat. Do jej rozpropagowania przyczyniły się m.in. dzieła Normana Daviesa, który – z braku źródłowych opracowań polskich – korzystał z publikacji anglojęzycznych. Historiografia PRL-owska ograniczała się w tej sprawie do propagandy i nie przeprowadziła najbardziej elementarnych dowodów.

## Prowokacja gliwicka w publikacjach
W obszernej bibliografii przedmiotu wyróżnia się praca niemieckich autorów Alfreda Spießa i Heinera Lichtensteina pod tytułem Unternehmen Tannenberg. Der Anlass zum Zweiten Weltkrieg wydana w Monachium w 1979 roku , w Polsce wydana w roku 1990 przez wydawnictwo Bellona pod tytułem Akcja Tannenberg. Pretekst do rozpętania II wojny światowej .
Walorem książki Spießa i Lichtensteina jest wydobycie wielu cennych zeznań i dowodów, a także pokazanie przygotowań do trzech operacji (Gliwice, Stodoły, Byczyna) na tle stosunków panujących w najwyższych sferach nazistowskiego aparatu władzy. Autorzy jednak nie odwiedzili Gliwic i błędnie opisali sam przebieg napadu. Obszerne fragmenty tej książki opublikował tygodnik „Der Spiegel” w 1979 roku, a następnie jej fragmenty ukazały się w „Życiu Literackim” w trzech kolejnych numerach w sierpniu i na początku września tego samego roku.
W 1953 roku Mehlhorn wypowiedział się na temat wydarzeń w Gliwicach w książce Sprawa Tannenberg. Później zapewniał, że jest to opis zgodny z prawdą. Twierdził, że jego celem było przyczynienie się do wyjaśnienia wydarzeń historycznych.